# U Monocerotis
U Monocerotis är en pulserande variabel av RV Tauri-typ (RVB) i Enhörningens stjärnbild.
Stjärnan varierar mellan visuell magnitud 5,45 och 7,67 med en period av 91,32 dygn.